# Maiden Bradley
Maiden Bradley – wieś w Anglii, w hrabstwie Wiltshire. Maiden Bradley jest wspomniana w Domesday Book (1086) jako Bradelie.